# Ford Otosan
Ford Otosan (Ford Otomotiv Sanayi A.Ş.) — крупнейшая автомобилестроительная компания Турции, совместное предприятие турецкого конгломерата Koç Holding и американской корпорации Ford. Компания производит легковые автомобили, малотоннажные и крупнотоннажные грузовики, автокомплектующие. Штаб-квартира расположена в городе Гёльджюк.

## История
Сотрудничество семьи Коч и компании Ford началось в 1928 году, когда Вехби Коч был назначен дилером автомобилей Ford в Анкаре. В следующем году Великое национальное собрание Турции предоставило компании Ford право организовать сборочное производство в свободной зоне, расположенной в портовой зоне Стамбула. Сборка автомобилей в небольшом объёме на этом производстве осуществлялась до 1934 года.
В 1959 году в Стамбуле был основан завод Otosan, в 1960 году Ford Consul стал первой моделью, выпущенной на этом заводе, за ним последовали Thames и фургон Thames Trader. В 1965 году к модельному ряду был добавлен грузовик D1210, а в 1966 году — Anadol, первый серийный пассажирский автомобиль, разработанный в Турции. В 1967 году также началось производство Ford Transit, а в 1973 году — Anadol STC-16, первого спортивного автомобиля, разработанного в Турции.
В 1977 году компания подписала лицензионное соглашение с Ford, и название компании было изменено на Ford Otosan. В 1979 году состоялась церемония закладки фундамента нового завода в Инёню (провинция Эскишехир), который начал производство Ford Cargo в 1983 году. В том же году Ford увеличил свою долю в капитале компании до 30 %. В 1985 году на заводе в Стамбуле началось производство Ford Taunus, а в 1986 году состоялась официальная церемония открытия завода по производству двигателей в Инёню.
В 1992 году был запущен в производство более новый Ford Transit, а в 1993 году Ford Escort заменил Ford Taunus на производственных линиях. В 1997 году Ford увеличил свою долю в компании до 41 %, став равноправным партнером Koç Holding в совместном предприятии. В 1998 году состоялась церемония закладки нового завода в Гёльджюке (провинция Коджаэли), который начал работу в 2001 году, заменив собой завод в Стамбуле. Площадка в Гёльджюке нацелена в основном на производство коммерческих автомобилей и производит Ford Transit и Ford Transit Connect, обе модели продаются по всему миру. В 2003 году компания представила новое поколение тяжелых грузовиков Ford Cargo.
В сентябре 2012 года Ford представил свою новую версию Transit, а в январе 2013 года был представлен новый тяжелый грузовик Cargo, который был разработан Ford Otosan совместно с Ford Brazil и производился в обеих странах. После закрытия заводов Ford Brazil в конце 2010-х годов, производство грузовиков Cargo продолжилось только в Турции.
По состоянию на 2013 год оборот Ford Otosan составлял 5,5 млрд долл., активы — 2,6 млрд долл., рыночная стоимость — 4,5 млрд долл., прибыль — 0,4 млрд долл., в компании работало более 6,6 тыс. сотрудников. В сентябре 2018 года на выставке коммерческого транспорта IAA в Ганновере (Германия) компания Ford представила свой новый тяжелый грузовик F-MAX, получивший титул международный грузовик 2019 года.
Весной 2021 года из-за глобального логистического сбоя, вызванного недостатком полупроводников в автопроме и пожаром на заводе Renesas Electronics, предприятия Ford Otosan (выпускающие также комплектующие для производства микроавтобусов Ford Transit в России) приостановили производство.

## Структура
Структура Ford Otosan включает в себя:
- Головной офис в Гёльджюк (Коджаэли)
- Заводы:
  - Gölcük Plant в Коджаэли, открыт в 2001 году и c 2004 года является ведущим заводов по производству моделей Transit в мире. Производственная мощность — 330 тыс. автомобилей в год[4].
  - Yeniköy Plant в Коджаэли. Расположен по соседству с Gölcük Plant, был запущен в 2014 году. Помимо модели Transit, выпускает Tourneo Courier. Производственная мощность — 110 тыс. автомобилей в год.
  - Eskişehir Plant в Эскишехире. С 1982 года выпускает грузовики Cargo, а также двигатели Ecoblue, Duratorq, Ecotorq, коробки передач и мосты. Этот завод является единственным заводом в Турции, который производит автомобили и агрегаты силовой линии на одном предприятии. Производственная мощность — 15 тыс. грузовиков, 70 тыс. двигателей, 140 тыс. единиц узлов трансмиссии.
- Центры исследований и разработок (R&D):
  - Sancaktepe R&D Center
  - Gölcük R&D Center
  - Eskişehir R&D Center
- Склад запасных частей в Стамбуле
- Распределительный центр запчастей в Польше

## Продукция
Текущий модельный ряд постоит из:
- Ford Transit (1965 – настоящее время)
- Ford Transit Custom (2012 – настоящее время)
- Ford Transit Courier (2014 – настоящее время)
- Ford Tourneo Custom (2012 – настоящее время)
- Ford Tourneo Courier (2014 – настоящее время)
- Ford Cargo (1983 – настоящее время)
- Ford F-MAX (2018 – настоящее время)